# Joseph Baffoe
Joseph Baffoe, född 7 november 1992 i Accra, är en svensk fotbollsspelare.
Baffoe är född i Ghana och kom till Sverige som fyraåring.

## Klubbkarriär

### IFK Värnamo
Han började spela fotboll i IFK Värnamo och spelade på A-lagsnivå där i ett år. Efter det skrev han på för Helsingborgs IF i Allsvenskan.

### Helsingborgs IF
Han skrev på för Helsingborg som 17-åring. Han skrev i maj 2011 på ett nytt 3-årskontrakt med klubben. Hans första match i klubben var mot FC Köpenhamn hemma på Olympia. Under 2013 lånades han ut till Vålerenga i norska Tippeligaen.

### Halmstads BK
I januari 2014 blev Baffoe klar för Halmstads BK.

### Eintracht Braunschweig
Den 26 juli 2015 värvades Baffoe av tyska andraligaklubben Eintracht Braunschweig, där han skrev på ett treårskontrakt.

### Återkomst i Halmstads BK
I mars 2020 återvände Baffoe till Halmstads BK. Han spelade 27 ligamatcher och gjorde ett mål under säsongen 2020, då Halmstads BK blev uppflyttade till Allsvenskan.